# Emeritus
| Críticas profissionais | Críticas profissionais |
| Avaliações da crítica  | Avaliações da crítica  |
| Fonte                  | Avaliação              |
| ---------------------- | ---------------------- |
| Allmusic               | [ 1 ]                  |
| HipHopDX               | [ 2 ]                  |
| The New York Times     | favorável              |
| Okayplayer             | (90/100)               |
| Pitchfork Media        | (8.0/10)               |
| RapReviews             | (8.5/10)               |
| Slant Magazine         | [ 7 ]                  |
| Sputnikmusic           | [ 8 ]                  |
| URB                    | [ 9 ]                  |
| The Village Voice      | favorável              |

Emeritus é o décimo primeiro álbum de estúdio do rapper Scarface, lançado em 2 de Dezembro de 2008 pela Rap-A-Lot Records nos Estados Unidos. Ele tinha dito em uma entrevista que este ia ser o seu último álbum. O álbum estreou no número 24 na parada americana Billboard 200, vendendo 42.000 cópias na semana de lançamento. Desde seu lançamento, Emeritus recebeu aclamação geral da maioria dos críticos musicais, baseado em uma pontuação de 85/100 no Metacritic.

## Lista de faixas
| #  | Título                                          | Compositores                                                          | Produção           | Duração |
| -- | ----------------------------------------------- | --------------------------------------------------------------------- | ------------------ | ------- |
| 1  | "Intro" (featuring J. Prince)                   | Dean, M./Jordan, B./Prince, J.                                        | Mike Dean, No I.D. | 3:58    |
| 2  | "High Powered" (featuring Papa Rue)             | Johnson, J./Jordan, B.                                                | N.O. Joe           | 3:04    |
| 3  | "Forgot About Me" (featuring Lil Wayne & Bun B) | Carter, D./Freeman, B./Jordan, B./Lyon, A./Montilla, E./Valenzano, M. | Cool & Dre         | 3:36    |
| 4  | "Can't Get Right" (featuring Bilal)             | Jordan, B./Lamb, D./Oliver, B.                                        | Nottz              | 4:04    |
| 5  | "Still Here" (featuring Shateish)               | Cook, T./Jordan, B./Lamb, D.                                          | Nottz              | 3:53    |
| 6  | "It's Not A Game"                               | Ibanga, R. Jr./Jordan, B.                                             | Scram Jones        | 3:47    |
| 7  | "Who Are They" (featuring K-Rino & Slim Thug)   | Ibanga, R. Jr./Jordan, B./Kaiser, E./Thomas, S.                       | Scram Jones        | 3:58    |
| 8  | "Soldier Story" (The Product featuring Z-Ro)    | Gilmour, A./Jordan, B./McVey, J.                                      | VMAN Productions   | 4:25    |
| 9  | "Redemption Song"                               | Johnson, J./Jordan, B.                                                | N.O. Joe           | 3:15    |
| 10 | "High Note"                                     | Dutton, J./Jordan, B.                                                 | Jake One           | 3:54    |
| 11 | "We Need You" (featuring Wacko)                 | Grisom, D./Johnson, J./Jordan, B.                                     | VMAN Productions   | 3:28    |
| 12 | "Unexpected" (featuring Wacko)                  | Clervoix, M./Grisom, D./Jordan, B./Thompson, R.                       | T-Mix              | 4:11    |
| 13 | "Emeritus"                                      | Jordan, B./Shemer, M.                                                 | DJ Scratch         | 3:31    |
| 14 | "Outro"                                         | Dean, M./Jordan, B.                                                   | Mike Dean          | 1:12    |

Samples
- "Can't Get Right"
  - "Good Luck Charm" de The Ohio Players
- "High Note"
  - "Never Let You Be Without Love" de Willie Hutch
- "Forgot About Me"
  - "Just a Prisoner" de Billy Paul

## Créditos
Credits de Emeritus adaptados de Allmusic.
| - Cey Adams – direção de arte, design - John Bido – masterização, mixagem - Cory Mo – engenharia de áudio - Mike Dean – produção, engenharia, masterização, mixagem, engenharia de áudio - Christian Gugielmo – engenharia de áudio - Mike Mo – engenharia, engenharia de áudio - N.O. Joe – produção | - Nottz – engenharia de áudio - Anthony Price – administração - J. Prince – produção executiva, produção de áudio - Scarface – produção de áudio - Marc Smilow – engenharia de áudio - Tone Capone – produção - Gina Victoria – engenharia, engenharia de áudio |

## Histórico nas paradas
| Parada (2008)                         | Melhor posição |
| ------------------------------------- | -------------- |
| U.S. Billboard 200                    | 24             |
| U.S. Billboard Top R&B/Hip-Hop Albums | 4              |